# Markóc, Baranya
Markóc este un sat în districtul Sellye, județul Baranya, Ungaria, având o populație de 71 de locuitori (2011). 

## Demografie
Componența etnică a satului Markóc
     Maghiari (81,01%)
     Romi (18,99%)
Componența confesională a satului Markóc
     Reformați (38,03%)
     Romano-catolici (36,62%)
     Fără religie (14,08%)
     Necunoscută (11,27%)
Conform recensământului din 2011, satul Markóc avea 71 de locuitori. Din punct de vedere etnic, majoritatea locuitorilor (81,01%) erau maghiari, cu o minoritate de romi (18,99%). Nu există o religie majoritară, locuitorii fiind reformați (38,03%), romano-catolici (36,62%) și persoane fără religie (14,08%). Pentru 11,27% din locuitori nu este cunoscută apartenența confesională.